# Лизандергейский кантон
Лизандергейский кантон — административно-территориальная единица АССР немцев Поволжья, существовавшая в 1935—1941 годах. Административный центр — ст. Безымянная.
14 января 1935 года ЦИК АССРНП принял постановление о разукрупнении кантонов, был организован Лизандергейский кантон путём выделения из Зельманского и Мариентальского кантонов. При выделении Лизандергейского кантона кантонным центром был определён с. Лизандергей, а уже в феврале 1935 г. — центр кантона был переведен на ст. Безымянная.
В 1939 году из Мариентальского кантона в Лизандергейский был передан Фрейдорфский сельский совет.
Населенные пункты Лизандергейского кантона: Кеппентальский (Валуевка, Гогендорф, Кеппенталь, Лизандергей, Линденау, Медемталь, х. Ней-Варенбург, Орлов, Остенфельд, Фрезенгейм, Совхоз № 5), Ней-Лаубский (Ней-Лауб, Совхоз № 3). В сост. кантона входили также нем. нас. пункты: Вахт, Куккусский, Маенгейм, Мясосовхоз № 105, Ней-Бангердт, Ней-Иост, Ней-Штрауб, Нидерланд, Петерсгейм, Тарлыксфельд, Фриденгейм, Шталь, Штрасбург, Эзау, Эйгенгейм, Яблоновский. Площадь (кв. км) — 1185 (1935), 1134 (1941).
Делопроизводство на немецком и русском языках. Жителей.: 13850 (1935), 20157 (1939), 18900/15072 нем. (1941).
Органом комитета кантона коммунистической партии большевиков Советского Союза и KVK Лизандергейского кантона ASSR d. WD выпускалась газета «Rote Fahne» (Красное знамя) с 1934 по 1941 год.
7 сентября 1941 года в результате ликвидации АССР немцев Поволжья Лизандергейский кантон был передан в Саратовскую область и преобразован в Безымянский район.

## Административно-территориальное деление
По состоянию на 1 апреля 1940 года кантон делился на 12 сельсоветов:
| Сельсоветы по состоянию на 1940 год | Сельсоветы по состоянию на 1940 год | Сельсоветы по состоянию на 1940 год | Сельсоветы по состоянию на 1940 год |
| N п/п                               | Сельсовет                           | Административный центр              |                                     |
| ----------------------------------- | ----------------------------------- | ----------------------------------- | ----------------------------------- |
| 1                                   | Безымянный                          | станция Безымянная                  |                                     |
| 2                                   | Воскресенский                       | село Воскресенка                    |                                     |
| 3                                   | Кеппентальский                      | село Кёппенталь                     |                                     |
| 4                                   | Лизандергейский                     | село Лизандергей                    |                                     |
| 5                                   | Медемтальский                       | село Медемталь                      |                                     |
| 6                                   | Ней-Штраубский                      | село Ней-Штрауб                     |                                     |
| 7                                   | Ней-Лаубский                        | село Ней-Лауб                       |                                     |
| 8                                   | Поселковый совхоза № 103            | центральная усадьба совхоза № 103   |                                     |
| 9                                   | Поселковый совхоза № 105            | центральная усадьба совхоза № 105   |                                     |
| 10                                  | Поселковый совхоза № 592            | центральная усадьба совхоза № 592   |                                     |
| 11                                  | Фрайдорфский                        | село Фрайдорф                       |                                     |
| 12                                  | Фриденгеймский                      | село Фриденгейм                     |                                     |

## Население
Динамика численности населения
| 1935  | 1939  | 1941  |
| ----- | ----- | ----- |
| 13850 | 20157 | 18900 |

В 1941 году немцы составляли 79,7 % населения кантона (15072 из 18900).